# Бернштейн, Борис Моисеевич
Борис Моисеевич Бернштейн (17 ноября 1924, Одесса — 23 июня 2015, Пало-Алто) — эстонский советский искусствовед, доктор искусствоведения (1993), профессор Академии художеств Эстонии, специалист по искусству Эстонии.

## Биография
Родился в Одессе, в семье из Балты. Отец, Моисей Борисович Бернштейн, был основателем и директором Первого дома рабочей еврейской молодёжи (позже школа-завод Еврамбол). Вырос на улице Бебеля (ныне Еврейская) в доме № 12, по соседству с семьёй еврейского писателя Х. А. Вайнермана. Учился по классу фортепиано в музыкальной школе-десятилетке имени П. С. Столярского при Одесской государственной консерватории (где познакомился с будущей женой).
Летом 1941 года был эвакуирован с родителями в Рубцовск. После окончания местной школы осенью 1942 года был призван на фронт техником-артиллеристом. После окончания войны служил младшим техником-лейтенантом в составе Северной группы войск в Лигнице. Награждён медалью «За победу над Германией». Демобилизован в звании майора в августе 1946 года и поселился в Ленинграде.
В 1946—1951 годах учился на отделении истории искусства исторического факультета Ленинградского университета.
С 1951 по 1995 год преподавал историю искусства и эстетику в Государственном институте художеств ЭССР в Таллине.
С 1956 года на русском и эстонском языках выходит целая серия его книг, посвящённых эстонским художникам, а в 1970 году — его капитальная монография «Эстонская графика». В 1968 году защитил диссертацию кандидата искусствоведения под руководством М. С. Кагана. Докторскую диссертацию по теме «Искусствознание и художественная культура. Вопросы теории и исторического описания» защитил в 1993 году в МГУ.
Был членом правления Союза художников СССР от Эстонии.
С 1995 года жил с женой у дочери Елены в Пало-Алто (Калифорния), где продолжал читать лекции по истории искусств.
Автор более 300 публикаций на различных языках (в том числе монографий и альбомов) по истории эстонского искусства, общей истории искусств и теоретическому искусствоведению.
Среди монографий — «Эстонская графика» (1964, 1970), «Графика Советской Эстонии» (1967), «Пигмалион наизнанку: К истории становления мира искусства» (Языки славянской культуры, 2002), «Языки свободного общества: искусство» (Языки славянской культуры, 2003), «Визуальный образ и мир искусства: исторические очерки» (2006), «Об искусстве и искусствознании» (2012), книга воспоминаний «Старый колодец» (2008, 2009). Развивал структурный подход к истории искусств семиотической школы. Член редколлегии «Истории искусства народов СССР» в 9-ти томах (М.: Изобразительное искусство, 1972—1981).

## Семья
- Жена (с 1945 года) — пианистка, концертмейстер Фрида Абрамовна Бернштейн[эст.] (урождённая Приблуда, 1924—2015), выпускница Музыкальной школы имени П. С. Столярского, дочь правоведа, языковеда-ономаста и библиографа А. С. Приблуды[28][29].